# Giro di Toscana 1948
Il Giro di Toscana 1948, ventiduesima edizione della corsa, si svolse l'11 aprile 1948 su un percorso di 290 km. La vittoria fu appannaggio dell'italiano Gino Bartali, che completò il percorso in 8h25'25", precedendo i connazionali e fratelli Luciano Maggini e Sergio Maggini.
I corridori che presero il via da Firenze furono 61, mentre coloro che tagliarono il medesimo traguardo furono 27.

## Ordine d'arrivo (Top 10)
| Pos. | Corridore         | Squadra          | Tempo    |
| ---- | ----------------- | ---------------- | -------- |
| 1    | Gino Bartali      | Legnano          | 8h25'25" |
| 2    | Luciano Maggini   | Wilier Triestina | a 3'58"  |
| 3    | Sergio Maggini    | Wilier Triestina | s.t.     |
| 4    | Fiorenzo Magni    | Wilier Triestina | s.t.     |
| 5    | Fausto Coppi      | Bianchi          | s.t.     |
| 6    | Angelo Brignole   | Arbos            | s.t.     |
| 7    | Adolfo Leoni      | Legnano          | a 7'03"  |
| 8    | Mario Ricci       | Legnano          | s.t.     |
| 9    | Egidio Feruglio   | Wilier Triestina | s.t.     |
| 10   | Severino Canavesi | Viscontea        | s.t.     |